# 島後久見神楽
島後久見神楽（どうごくみかぐら）は、島根県隠岐島の島後の久見（現隠岐郡隠岐の島町久見）に伝承される神楽である。国の選択無形民俗文化財、島根県の無形民俗文化財。

## 概要
いわゆる島後神楽の中の穏地神楽（おちかぐら）に含まれ、地域の豊漁や祈雨、家屋の建築、病気平癒といった祈願に奉奏され、また毎年7月25、もしくは26日（日は隔年交替）の伊勢命神社（字宮川原鎮座）の祭礼で、夜半から翌朝の夜明けまで同神社の神楽殿で奉納される。

## 沿革
隠岐島には古来、特定の神社に属さず、祈祷のための神楽を専業とする社家（しゃけ）と呼ばれる神楽師がおり、島後には13家の社家筋が神楽を伝えたが、明治の神祇行政の改革でこれらが廃止されたため、明治23年（1890年）に久見部落の有志が島後の西端、都万村油井（ゆい）（現隠岐の島町油井）の社家であった和田家から伝受したのが始まりである。佐陀神能の影響の下に独特の発展を遂げた島後神楽の古態を残し、現在ではその代表的なものとされている。昭和37年（1962年）に島根県の無形民俗文化財とされ、昭和53年（1978年）1月31日に国の選択無形民俗文化財となった。

## 構成
祈祷を中核とし、その願解き（がんほどき）のために奉奏される本式の御注連神楽（おおしめかぐら）と、それを簡略化した毎年の伊勢命神社の例祭に奉納される儀式三番八乙女神楽（ぎしきさんばんやおとめかぐら）とがあるが、御注連神楽が行われるのは稀である。それぞれ「前座七座（ぜんざしちざ）」、「儀式三番」、「入れ舞」、「注連（しめ）行事」の4部構成で、それぞれが数番の舞いからなり、直面（ひためん）で舞われる儀式舞と、神楽面を着した「能」とに大別される。

## 祭場
儀式三番八乙女神楽は伊勢命神社の神楽殿で、御注連神楽の場合は適宜定めた祭場の天井から天蓋を吊し、その下で舞う。

## 衣装
男性は烏帽子をかぶり、紋付の上に陣羽織や水干、狩衣を着し、襷を掛ける。能の時には大口袴も着す。巫女は紋付の上に千早を着し、京都の吉田家から与えられた裁許状が縫いつけ付けられた襷をかける。採物は御幣、扇、中啓、剣、榊、杖、弓矢、茣蓙、釣り竿など。

## 演目

### 前座七座
直面の儀式舞。祭場を御幣などで清め、神々を招く。
- 寄楽
- 神途舞（かんどまい）
- 入申（いりもうし）
- 幣の盃（ぬさのさかずき） - 社家（演者）と地区の役員が刺身を食する儀式であるが、かつては別火（神事に携わる者が俗人と同じ火で煮炊きしたものを口にしない風習）が課せられていた社家が、一般の者と同じ火を通したものを食す直会の儀式でもあった。
- 巫女舞 - 「御座清目（ござせいもく）」ともいう。扇と榊を採物にした巫女2人による神招ぎ（かみおぎ）の舞い。後述の「湯立」とともに古風な形態を残すものとされる。
- 意趣（いしゅ）の舞 - 鈴を振りながら神楽の由来と趣旨を説明する「法則（ほっそく）」を述べ、その後中啓と御幣を採物にし、御幣を振って東西南北など6方向を拝む。
- 花舞
- 八神（はっしん） - 「四人舞」、「四方堅め（しほうがため）」、「剣舞」ともいう。中啓と御幣を採物とし、佩刀した4人による舞いで、後に抜刀して2人1組で斬り合いの所作をする。

### 儀式三番
必須とされる儀式的な3番の能であるが、御注連神楽と八乙女神楽とで演目を異にする。
- 猿田彦の舞 - 儀式三番八乙女神楽で舞う。
- 湯立（ゆだて）
- 随神（ずいしん） - 「弓矢八幡（ゆみやはちまん）」ともいう。豊間戸奇間戸（とよまどきまど）という随神が鎮々八面（ちんじんはちめん）という鬼を退治し、喜びの舞いを舞う。
- 岩戸 - 御注連神楽の時に舞う。

### 入れ舞
「式外（しきがい/しきげ）の能」とも呼ばれ、「鹿島」・「荒神」・「恵比寿」・「天神」・「金輪（かなわ）」など儀式三番以外の演劇要素の濃い能を適宜舞う。

### 注連行事
「神上げ」とも呼ばれ、1人舞の「切目（きりめ）」（「切部（きりべ）」とも）に始まり、「御戸開き」、「祝詞」、「注連行（しめぎょう）」、「注連潜り（しめくぐり）」、「剣舞」などを舞い、夜明けを迎える頃に「おのが住みかへ帰り給へや、あらみさきだち」と神歌を唱えて「神納め」を舞い、神楽を終える。御注連神楽において最も重要な儀式となっている。儀式三番八乙女神楽では省略され、「御座舞（ござまい）」、「剣舞」を舞って「神納め」となる。